# Mecynargus sphagnicola
Mecynargus sphagnicola is een spinnensoort in de taxonomische indeling van de hangmatspinnen (Linyphiidae).
Het dier behoort tot het geslacht Mecynargus. De wetenschappelijke naam van de soort werd voor het eerst geldig gepubliceerd in 1939 door Herman Theodor Holm.